# اندیس آنومالی جنوب کال طاق
آنومالی جنوب کال طاق یک اندیس فلزی است که در حوالی شهر میامی استان سمنان قرار دارد و مادهٔ معدنی موجود در آن، طلا است.سنگ میزبان این اندیس کنگلومرا، ماسه‌سنگ، شیل، توف، مارن است  در این اندیس، پاراژنز‌های اورپیمنت، منیتیت، باریت، آندالوزیت یافت می‌شوند.